# Nabil Kanso
Nabil Kanso   (Beirut, 1946 - Atlanta, 17 de novembre de 2019) és un pintor estatunidenc. Va començar la seva carrera a Nova York. Les seves obres tracten temes contemporanis, històrics i literaris, i estan marcades per la imatgeria figurativa executada amb una ma espontània i vigorosa de la pintura i sovint en formats a gran escala. Reflecteixen el moviment i la tensió encarnant colors intensos i formes simbòliques que tracten temes socials, polítics i bèl·lics. La Guerra del Vietnam i la Guerra civil libanesa han afectat profundament el desenvolupament i l'abast dels seus temes relacionats amb la violència i la guerra. La seva llarga sèrie Split of Life inclou una àmplia gamma de pintures enormes que representen escenes de brutalitat i sofriment humans.

## Biografia
El 1961, va anar a Anglaterra, a la Politècnica de Londres per estudiar matemàtiques i ciències.
L'any 1966, Kanso es va traslladar a Nova York i es va matricular a la Universitat de Nova York, on va rebre una llicenciatura i un màster en història de l'art, filosofia i ciències polítiques. El 1968, es va comprometre amb la pintura, va adquirir un estudi a Manhattan i es va embarcar a desenvolupar les seves idees i mètode de pintura. Kanso va formar part del moviment postmodernista, que va embolicar la música, les belles arts, el cinema i l'escriptura. Les característiques d'aquest estil són l'accentuació de la "comunicació" de l'artista al públic, i llançant la narrativa tradicional que "la vida té sentit". Aquest credo de la modernitat es va ensorrar després que l'escepticisme en la bondat inherent de la humanitat va sorgir després de l'Holocaust.

### 1970–1979
El 1971, Kanso va fer la seva primera exposició individual a la 76th Street Gallery amb 80 pintures que incloïen retrats i nus en composicions que reflectien en diferents graus influències expressionistes, romàntiques i simbolistes. Entre 1971 i 1973 va fer una sèrie d'exposicions individuals que incloïen The Wanderer, Danse Macabre, Birds of Prey, Place des Martyres et Expressions. Tot i que les exposicions van cridar l'atenció i les crítiques, la manca de subsistència suficient va obligar a tancar el seu estudi, el contingut del qual, que inclou més de 700 obres, va ser emmagatzemat i, finalment, perdut o destruït. Entre 1974 i 1979, Kanso tenia estudis a diferents llocs de Les Carolines, Atlanta i Nova Orleans produint un gran nombre de pintures. Entre les obres d'aquest període es troben la sèrie Vietnam (1974), Líban, que va començar el 1975, en esclatar la Guerra Civil libanesa, One-Minute (1978–79) a Hiroshima i Nagasaki, la Suite de jazz (1978–79). 79) sobre música de jazz i Faust (1976–79) que inclou més de 100 quadres sobre el drama de Goethe.

### 1980–2007
El 1980, Kanso va establir un estudi a Atlanta i va fer diverses exposicions. El 1984 va marxar a Veneçuela on es van mostrar les seves obres a Maracaibo (1985), Caracas (1987) i Mérida (1987–88). Les exposicions van ser un estimulant inestimable per iniciar el Viatge de l'Art per la Pau a través del qual les seves obres es van mostrar sota els auspicis de museus d'art, institucions culturals i centres de pau en exposicions individuals extenses que van viatjar internacionalment i especialment a Amèrica Llatina. Kanso mostra les seves obres cobrint totes les parets de l'espai expositiu amb les seves pintures. La instal·lació que envolta l'espectador pretén transmetre la intensitat entre la realitat del tema i l'actualitat de la pintura, i reflectir el compromís de l'artista amb els llenços els continguts dels quals representen la seva vida visual i la seva relació amb cultures i tradicions en conflicte oriental i occidental.
Entre les obres d'aquest període es troben les sèries Sud-àfrica (1980), Apocalyptic Riders (1980), DreamVision (1980–81), Lebanon (1982–83), Apocalypse (1984), Warring Wings (1984–85), Othello (1985), The Cluster Paintings (1986–1988), Leaves from the Theatre of War (1980), The Dance of Salomé (1988), America 500 Years (1989–1991), Kuwait 1990–91, Living Memory (1993–94)), Bòsnia (1995–96), Retrats (1997–1999), Iraq (2004–2006).

### Guerra civil libanesa i Kanso
El 1958, Nabil Kanso va haver de deixar d'anar a l'escola al Líban a causa de la guerra civil. A la seva biografia, parla de com passava bona part del seu temps a casa d'amics i familiars fent esbossos i pintant per passar el dia. La guerra civil libanesa va donar molt per pintar al jove Kanso. El seu quadre Els vòrtexs de la ira (Líban 1977) és una representació perfecta del país en temps de guerra. Els grisos foscos i el negre creen un estat d'ànim ombrívol i trist. Al centre, sembla com si hi hagués una lluita de poder entre figures accidentades. Hi ha un poder que intenta superar l'altre. La manera com Kanso utilitza imatges borroses fa una sensació esgarrifosa.
La guerra civil libanesa no va ser l'única influència en l'obra de Kanso, sinó també les guerres del Vietnam i la guerra continuada a l'Orient Mitjà. Això es pot veure clarament a les seves pintures Desert Storm. Aquí mostra dones que pateixen en perdre un fill convertint-se en víctimes de la guerra. "Les víctimes", escriu un crític d'art, "són el nounat arrencat del ventre o aferrat a les mares que fugen de catàstrofes naturals o desastres polítics". Alguns crítics assenyalen que la maternitat és important amb les dones de Kanso; es veuen mares en el moment del naixement i en la mort sostenint nens en braços. Les barres que es repeteixen d'una obra a una altra es col·loquen de vegades a l'obertura del ventre de la dona. Els nens pateixen amb les seves mares com el foc, les tempestes o el gel intensifiquen la situació humana. Persones de diferents religions s'uneixen en patiment i passió en aquestes obres d'art. La notòria manca de verds en l'art de Kanso marca la seva crítica a la destrucció del medi ambient. Res pot créixer durant la guerra. Sembla que la carn i l'os estan a tot arreu. L'aigua és per ofegar-se, o per congelar-se. Els caramels semblen potes d'insectes peluts o filferro de pues. El cel rarament distingit de vegades revela una visió dels avantpassats com els fantasmes de color blau pàl·lid mirant els seus descendents. La guerra té una gran influència en la seva obra i ha fet que la seva obra esdevingui gairebé bíblica i està representada en les seves pintures que tracten temes bèl·lics i apocalíptics, i l'Apocalipsi. Utilitza la ciència apocalíptica en les seves obres d'art fent-les gairebé bíbliques pintant la seva obra, treballant amb terratrèmols, inundacions, gel, foc i sang referint-se a l'apocalipsi de la Bíblia. Es pot dir que els temes apocalíptics de Nabil Kanso estan relacionats amb la destrucció de l'Orient Mitjà a causa de la guerra, amb la destrucció del lloc de naixement de Jesús i el cristianisme.

### Temes bèl·lics i apocalíptics
La guerra i els temes apocalíptics són el focus central de les obres de Kanso des de principis dels anys setanta. Proporcionen la base principal per les seves pintures de gran escala que responen a la guerra i representen visions apocalíptiques. "Al llarg de la seva carrera", segons un crític d'art, "Kanso va crear un extraordinari cos de treball que s'ocupa de la guerra i temes apocalíptics que obren les visions de l'art apocalíptic". En tractar amb els horrors de la guerra", escriu un altre crític, "Kanso crea pintures enormes que serveixen com armes poderoses en la guerra". "Kanso declara la guerra contra la guerra", diu un article titular sobre la seva exposició de la Guerra del Golf a Kuwait. Les pintures mostren tota la gamma de sofriment humà i dolor. El mateix llenguatge torturat fa del seu treball una manifestació universal de solidaritat i protesta contra la proliferació de la guerra. Els llenços revelen un món impregnat per una cadena de caos i violència en un ambient infernal del qual la gent està tractant desesperadament d'escapar per sobreviure. Es troben immersos en una totalitat incisiva i violenta en la qual estan atrapats.
Les imatges emocionals atreuen l'interès i la participació del públic en presenciar els esdeveniments violents en escenes plenes de patetisme i tensions que aconsegueixen una intensitat extrema. L'horror representat presenta una forma d'interioritat com per exemple a l'interior d'Afganistan, Líban, Nicaragua, El Salvador, Vietnam. Una guerra total, una guerra pura, en què la destrucció es reuneix amb l'absolut en conjunció amb el corpori i tot l'"altre" es relega a l'estatus de blanc o xifrat, una demarcació del lloc d'una bala, bomba o coet. L'infern no és més del que és. Les seves pintures transmeten imatges de la realitat palpable d'un món on el dolor, el sofriment, la brutalitat i la destrucció estan a tot arreu.
La realitat del que està passant en una zona de guerra i el que s'expressa en el quadre subratlla la relació de la implicació mental i física de l'artista amb l'obra. Expressa una unió entre la seva psique sobrealimentada i la nostra ansietat i por, provocant l'explosió que veiem i sentim en els seus quadres. "La intensitat de les escenes retratades augmenta l'atmosfera de por i d'opressió", remarca un crític, "i ens desperta o almenys dona al nostre somni una visió autèntica del desastre final". Obren una finestra a través de la qual contemplem i reflexionem sobre la nostra precària existència, començant pel fet més intransigent i total de la por contemporània: l'extinció total. "Revelen, la foscor interminable que existeix en una resplendor efímera just abans d'esclatar. El poder de les armes és una realitat terrible i absurda que muta l'espai de la calor humana." "La mateixa idea de la possible destrucció del planeta per una guerra nuclear ha canviat totalment la nostra visió del món", va observar Octavio Paz. "Mentrestant", assenyala un crític, "el món debat sobre petites guerres perpètues que minen el planeta amb desastres en curs. La destrucció i la devastació de la guerra se'ns mostren a les imatges de Nabil Kanso, que els veneçolans el van conèixer com el Pintor de l'Apocalipsi." Expressa fidelment l'orfenat, la ràbia i la importància de viure. "Les seves pintures murals", va observar un crític, "s'erigeixen com un tribunal a l'hora d'interpretar i transmetre les veus que esclaten de les teles amb una força massiva i s'enfonsen en una tempesta apocalíptica".